# Jabłonka (gmina w dystrykcie Galicja)
Gmina Jabłonka – dawna gmina wiejska funkcjonująca w latach 1941–1944 pod okupacją niemiecką w Polsce. Siedzibą gminy była Jabłonka.
Gmina Jabłonka została utworzona przez władze hitlerowskie z terenów okupowanych przez ZSRR w latach 1939–1941, stanowiących przed wojną (zniesioną) gminę Porohy oraz część (niezniesionej) gminy Rosulna (Krzywiec) w powiecie nadwórniańskim w woj. stanisławowskim.
Gmina weszła w skład powiatu stanisławowskiego (Kreishauptmannschaft Stanislau), należącego do dystryktu Galicja w Generalnym Gubernatorstwie. W skład gminy wchodziły miejscowości: Bogrówka, Jabłonka, Kryczka, Krzywiec i Porohy.
Po wojnie obszar gminy włączono do ZSRR.